# Солкин, Виктор Викторович
Ви́ктор Ви́кторович Со́лкин (род. 7 января 1977) — российский историк-египтолог, музеолог, лектор, создатель и руководитель Ассоциации по изучению Древнего Египта «МААТ».

## Биография
Родился 7 января 1977 года в Москве. Отец — В. Н. Солкин.
Окончил Российский университет дружбы народов, факультет гуманитарных и социальных наук, кафедра всеобщей истории. Специализировался по египтологии на базе Сектора Востока ГМИИ им. А. С. Пушкина (личный ассистент Светланы Ходжаш — зав. сектором 1993—1999) и Центра египтологических исследований РАН (отделы выставок и внешних связей 1994—2000). Считает приоритетными в своей научной работе следующие темы: древнеегипетская цивилизация эпохи Нового царства, идеология института царской власти в Древнем Египте, традиционное знание в древнеегипетской культуре, аспекты реставрации и консервации памятников материальной культуры Древнего Египта, Россия и Египет: история культурных контактов.
С 1993 года начал изучение египетского языка у Г. А. Беловой в Кабинете египтологии ИВ РАН (позже — Центре египтологических исследований РАН); с 1994 года стал сотрудником центра, проработал в нём до 2000 года. Совместно с коллегами подготовил несколько археологических фотовыставок, среди которых «Телль Ибрагим Авад: путешествие в „Поля Тростника“, или неизвестные страницы истории Египта» (Президиум РАН, 1997), «В поисках вечности: российская египтология на рубеже тысячелетий» (Дом Дружбы народов, Москва, 1998).
Участник двух Международных египтологических конгрессов; в 2004 году на IX Конгрессе в Гренобле представил доклад, посвященный комплексной реставрации петербургских сфинксов. Как сотрудник ЦЕИ РАН в рамках своей компетенции участвовал в работе археологической экспедиции в Телль Баста в 1998 году, проводившейся ЦЕИ РАН совместно с Загазигским университетом.
Популяризатор египтологии в научно-познавательных («GEO», «Вокруг Света», «Восточная коллекция», «Журнал Фёдора Конюхова») и эзотерических («Новый Акрополь») журналах. Автор более 100 научных и научно-популярных публикаций, связанных с историей и культурой Древнего Египта, редактор и один из авторов первой российской национальной энциклопедии «Древний Египет», изданной в 2005 году с предисловием доктора Захи Хавасса.
Соавтор концепции и научно-методического сопровождения экспозиции залов искусства Древнего Египта Музея им. И. В. Цветаева РГГУ, а также первой российской выставки произведений древнеегипетского и египтизирующего европейского искусства из частных отечественных собраний, прошедшей в Москве в Крокус Сити Молл в 2004 году. Куратор выставочного проекта «Забытая царица Египта» в Государственном музее Востока в Москве в 2005 г.

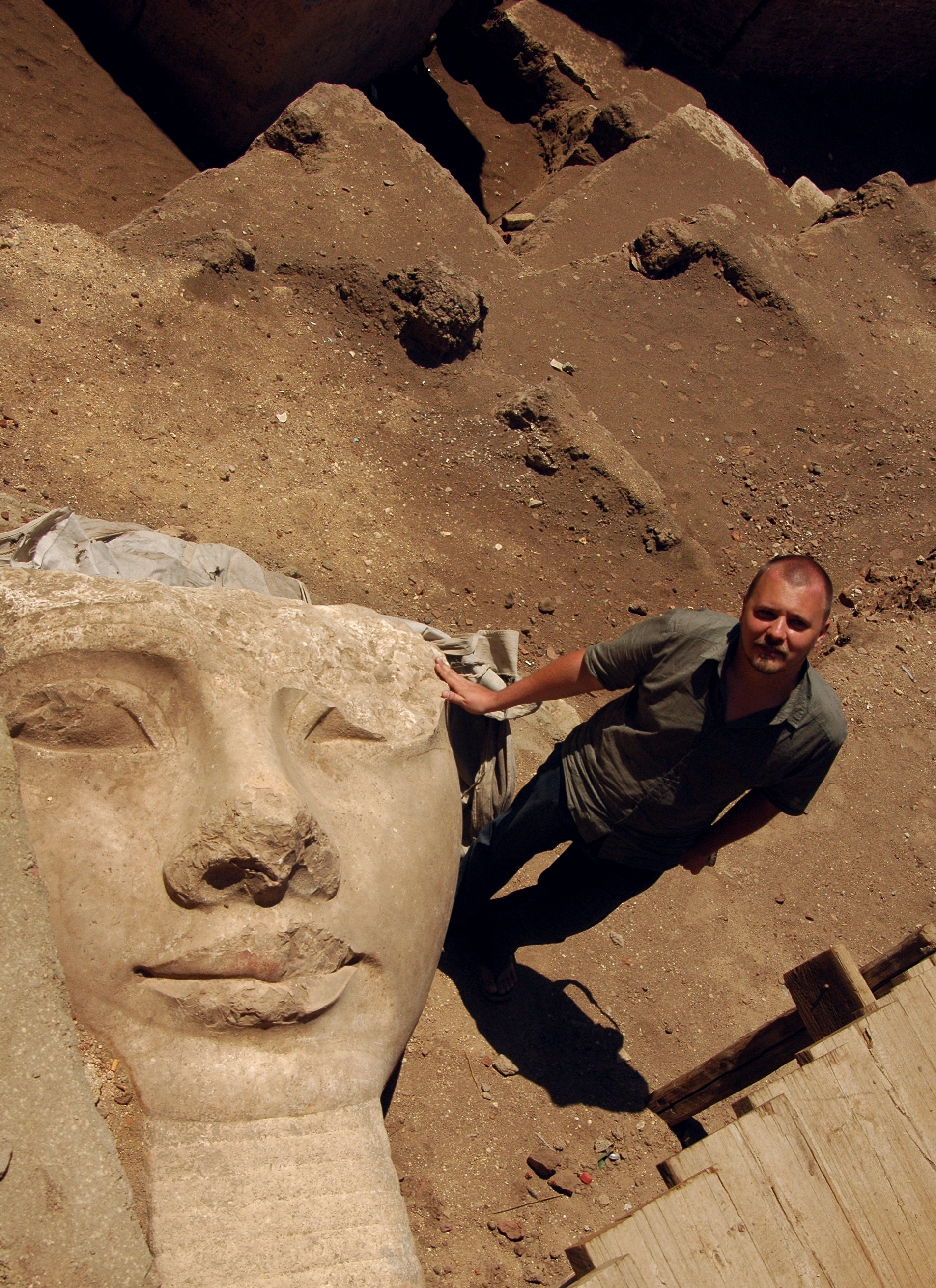

Заведующий Отделом Востока в Библиотеке им. М. А. Волошина, хранитель объединённой библиотеки по египтологии и архивов востоковедов О. Д. Берлева, А. И. Еланской, В. Н. Ларченко и О. В. Ковтуновича.
Под редакцией Виктора Солкина вышел ряд значимых изданий, посвященных культурным контактам России и Франции с Египтом, в частности, переиздание «Путешествия по Египту и Нубии» А. С. Норова и первое издание на русском языке книги «Путешествие в Нижний и Верхний Египет во время кампаний генерала Бонапарта» Доменика Вивана Денона.
В 2015 году под руководством Солкина была создана юбилейная экспозиция египетского зала Воронежского областного художественного музея им. И. Н. Крамского, где хранится старейшая коллекция египетских древностей в России. К открытию экспозиции был издан первый полный научный каталог коллекции.
С 1998 года активно сотрудничает со СМИ, был главным героем либо приглашённым экспертом-египтологом в таких рейтинговых телепрограммах, как «Ночная смена», «Школа злословия», «Цена вопроса», «Треугольник», «Герой города», «Пусть говорят» и др., в 2009—2010 годах выступил в качестве соавтора серии передач, посвящённых истории российской египтологии, на радио «Свобода» (совместно с О. Эдельман и В. Тольцем). В 2009—2012 годах вел авторскую рубрику «Энциклопедия древностей» на радио «Маяк».

### Ассоциация по изучению Древнего Египта «МААТ»
Ассоциация «МААТ» основана В. В. Солкиным (президент ассоциации) и В. Ларченко (историк, вице-президент ассоциации) в 2000 году и является общественным объединением, занимающимся изучением истории Древнего Египта. С участием ассоциации реализовано значительное число выставочных и издательских проектов, декларируется «научная и популяризаторская деятельность в египтологии и смежных областях знания». Члены Ассоциации принимают участие в археологических проектах в Египте (Луксор) и Судане (Джебель-Баркал).
Членство в ассоциации возможно в нескольких видах и связано с уплатой членских взносов. Членство в ассоциации необходимо для посещения курса лекций «по истории, археологии, религии, языку и источниковедению Древнего Египта», читаемых лекторским составом ассоциации.

## Критика
Д. Б. Прусаков в рецензии отметил текстуальные совпадения книг Солкина с работами других авторов. В частности, в книге «Солнце властителей» Солкин включает в свой текст значительные фрагменты из работ Ю. Я. Перёпелкина, И. А. Стучевского, М. А. Коростовцева, М. Э. Матье.  
В 2000 году В. В. Солкин выступал с докладом на международном конгрессе египтологов с докладом «The Sculptural Representation of the Prince Khaemwese from Moscow». Как указывают критики Солкина, предложенная им атрибуция скульптурной головы ГМИИ I.1.а.6670 сыну Рамсеса II Хаэмуасу совпадает с данной О. Д. Берлевым в каталоге египетской скульптуры ГМИИ, который был закончен в рукописи и ждал публикации. Однако доклад Солкина значительно выходил за рамки выводов Берлева, что было подтверждено документально.
Египтолог А. В. Сафронов (к. и. н., с. н. с. Отдела истории и культуры Древнего Востока ИВ РАН) отмечает фактические ошибки в работе В. В. Солкина 1999 года:

В «работе» В. В. Солкина (Солкин В. В. К вопросу о кризисе царской власти в древнем Египте эпохи второй половины XIX династии // Древний Египет: язык, культура, сознание. М., 1999. С. 72—89), пестрящей абзацами, переписанными из трудов отечественных египтологов, относительно времени Баи допущены грубые ошибки. Так, Рамсес VI никакой статуи в честь Таусерт не воздвигал (Там же. С. 87). В P. Turin 1879, verso 1:18-19 времени Рамсеса VI лишь говорится, что статуе Рамсеса II не приносились жертвы во времена Таусерт (KRI VI. 337:2-3). Тронное же имя Сиптаха «Мернептах-Сиптах» датируется не первыми годами (Там же. С. 82), а зафиксировано лишь с 3-го года, то есть со второй половины его царствования (Gauthier H. Le livre de rois d'Égypte. T. 3. Le Caire, 1914. P. 141).

Египтолог, к. и. н. М. В. Панов, разбирая перевод текстов петербургских сфинксов, отмечает, что в публикации В. В. Солкина есть 7 опечаток в транслитерации, пропуски (опущена строка B2) и неточный перевод.
Предложенная В. В. Солкином атрибуция головы скульптуры из коллекции Н. С. Голованова как Сенусерта III не находит поддержки у специалистов[каких?] по искусству Среднего царства. В настоящее время этот памятник атрибутируют как изображение Аменемхета III.

## Документальные фильмы
- «Древний Египет — Земля Возлюбленная» (кинокомпания «Альтаир-ТВ», 2000 г.) — соавтор сценария[24], консультант, глава съемочной группы в АРЕ[источник не указан 63 дня];
- «Древний Египет — Земля Возрожденная» (кинокомпания «Альтаир-ТВ» при поддержке Министерства туризма АРЕ, 2001 г.[25]) — глава съемочной группы в АРЕ, консультант[источник не указан 63 дня];
- «Мания Египта» (кинокомпания «Интерклассик» при поддержке Министерства информации АРЕ, 2004) — консультант, автор отдельных сюжетов, вошедших в фильм[источник не указан 63 дня].

## Основные публикации
- Солкин В.В. К вопросу о кризисе царской власти в древнем Египте эпохи второй половины XIX династии // Древний Египет: язык, культура, сознание. — М., 1999. — С. 72—89.
- Солкин В.В. Эпоха межкультурных контактов: древний Египет времени правления Рамсеса III (1185-1153 гг. до н. э.) // Взаимодействие мировых цивилизаций: история и современность. Материалы конференции кафедры всеобщей истории РУДН. — М., 2000. — С. 170—194.
- Солкин В. В. Солнце Властителей: древнеегипетская цивилизация эпохи Рамессидов. — М.: Алетейа: Новый Акрополь, 2000. — 262 с.
- Солкин В. В. Египет: вселенная фараонов. — М.: Алетейа: Новый Акрополь, 2001. — 448 с.
- Солкин В.В. Сакральный аспект феномена знания в древнеегипетской традиции // Проблема знания в истории науки и культуры. — СПб.: Алетейя, 2001. — С. 207—226.
- Древний Египет. Энциклопедия / Солкин В. В.. — М.: Арт-Родник, 2005.
- Петербургские сфинксы. Солнце Египта на берегах Невы / Солкин В. В.. — СПб.: Издательство «Журнал „Нева“», 2005. — 204 с.
- Солкин В. В. Столпы небес: Сокровенный Египет. — М.: Вече, 2006. — 464 с.
- Солкин В. В. Египет: Вселенная фараонов. — 2-е изд., перераб. и доп. — М.: Кучково поле. 2014. — 604 с.
- Солкин В. В. Абидос: Ступени к бессмертию. — М.: Кучково поле. 2015. — 496 с.

### Некоторые публикации на английском языке
- Solkin V. The Sculptural Representation of the Prince Khaemwaset in Moscow // Proceedings of the Eighth International Congress of Egyptologists. Cairo, 2003, vol. III, pp. 401—405.
- Solkin V. The Amenhotep III Sphinxes of St. Petersburg, Russia // KMT. The Modern Journal of Ancient Egypt. Vol. 14 (winter 2003—2004). pp. 34—41.
- Solkin V. The Sphinxes of Amenhotep III in St. Petersburg: unique Monuments and their Restoration. // IX Congres International des Egyptologues. Grenoble, 2004.
- Solkin V. (ed.) Sphinxes of St. Petersburg. Sun of Egypt on the banks of the Neva. Spb, 2005.
- Solkin V. Sphinxes of St. Petersburg: History of purchase and general analysis of the monuments // Solkin V. (ed.) Sphinxes of St. Petersburg. Sun of Egypt on the banks of the Neva. Spb, 2005. pp. 198—210.
- Solkin V., Larchenko V. Amenhotep III: the Personality, Epoch and «the Style» of Civilisation. // Solkin V. (ed.) Sphinxes of St. Petersburg. Sun of Egypt on the banks of the Neva. Spb, 2005, pp. 224—245.
- Egyptian St. Petersburg: Egyptomania on the Banks of the Neva (совм. с В. Ларченко). // «КМТ». A Modern Journal of Ancient Egypt Vol. 16, no. 2. Summer 2005. pp. 78—87.
- Solkin V. Attraction of Egypt. On the occasion of the 150th Birthday Anniversary of Vladimir Golenischev. // Ancient Egypt. Studies on the occasion of the 150th Birthday Anniversary of V. S. Golenischev. Annual of the Association of Ancient Egypt Studies «MAAT», vol. II. — Moscow, 2006, pp. 1—10.
- Solkin V., Larchenko V.N. Otto Friedriech von Richter and Egyptian collection of the Kramskoy Regional Museum of Fine Arts (Voronezh). (co-author with V.N. Larchenko // Ancient Egypt. Studies on the occasion of the 150th Birthday Anniversary of V. S. Golenischev. Annual of the Association of Ancient Egypt Studies «MAAT», vol. II. — Moscow, 2006, pp. 125—135.
- Solkin V. Vladimir S. Golenischev. Attraction of Egypt. «КМТ». A Modern Journal of Ancient Egypt. Vol. 17, no. 4. Winter 2006—2007.
- Solkin V. Egyptian masterpieces in the collection of the State Hermitage (St. Petersburg, Russia) // KMT. A Modern Journal of Ancient Egypt. Vol. 21, no. 3. Fall 2010. Pp. 54—70.